# The Little House
The Little House (小さいおうち?, Chiisai ouchi) è un film del 2014 diretto da Yōji Yamada.
Il film presenta uno spaccato della società giapponese tra la seconda guerra sino-giapponese e la seconda guerra mondiale, visto dalla prospettiva di un'umile domestica.
La protagonista del film, Haru Kuroki, ha vinto l'Orso d'argento per la migliore attrice al Festival di Berlino del 2014.

## Trama
L'anziana Taki muore. Non ha avuto figli e non si è mai sposata. Negli ultimi mesi di vita ha cominciato a scrivere la propria biografia che ora viene consegnata al nipote Takeshi che l'aveva sollecitata a raccontarsi.
Nata nella prefettura di Yamagata, per una ragazza di campagna negli anni trenta c'erano due possibilità: fare la prostituta o fare la domestica. Non essendo particolarmente bella Taki fu destinata a questa seconda opzione che però prevedeva di trasferirsi in città, a Tokyo.
Così la giovane Taki dopo una prima esperienza nella quale era una delle domestiche, viene raccomandata dalla padrona di casa alla sua sorella minore che, con la propria famiglia, ha appena allestito una piccola, moderna e originale casa caratterizzata dal tetto rosso.
Presso gli Hirai Taki si trova subito benissimo affezionandosi al piccolo Kyoichi specie dopo che questo, colto da poliomielite, sembra non essere più in grado di camminare. Con cure amorevoli e specializzandosi nei massaggi, Taki permette al bambino di tornare a camminare restituendogli una fanciullezza che sembrava compromessa. Tokiko e suo marito, un dirigente di un'industria di giocattoli, apprezzano enormemente la dedizione di Taki stringendo un forte legame con lei.
Un giorno il signor Hirai invita a casa un nuovo dipendente della sua azienda, il giovane Shōji Itakura, un artista molto sensibile che si interessa poco di politica e che cattura subito l'interesse di Tokiko.
Inizia così tra i due una frequentazione, prima a distanza, poi ravvicinata, anche perché è lo stesso marito di Tokiko ad incaricarla di aiutare Itakura a trovarsi una moglie.
Dopo che l'"incidente cinese" ha messo già a dura prova l'economia del paese, incombe e poi giunge la seconda guerra mondiale a sconvolgere tutto l'assetto del paese. Tra le altre conseguenze vi è anche il richiamo al fronte di persone in un primo tempo esentate, come appunto Itakura. L'annuncio della sua partenza portato a casa Hirai è un dramma per Tokiko. Shōji saluta tutta la famiglia dovendo prepararsi per partire di lì a due giorni. Tokiko il giorno seguente fa per uscire di casa per andare a dare l'addio al suo amante ma, inaspettatamente, Taki la ferma, contravvenendo al suo compito di serva ubbidiente. Lei informa la signora che la sua relazione è già molto chiacchierata e che anziché esporsi ad un possibile scandalo sarebbe meglio scrivere una missiva al suo amato e far sì che sia lui a raggiungerla, cosa del tutto accettabile per molti motivi. Tokiko si convince e scrive un messaggio che Taki si incarica di recapitare ad Itakura che, però, non verrà a salutarla.
L'impoverimento generale dovuto alla guerra costringerà gli Hirai a fare a meno della domestica e così, con dolore da parte di tutti, Taki tornerà al suo paese e dopo la guerra scoprirà che i due coniugi sono morti sotto i bombardamenti che hanno distrutto completamente la piccola casa.
Takeshi, dopo aver letto il racconto della zia assieme alla sua fidanzata scopre che invece Itakura sopravvisse alla guerra diventando un artista famoso, oggi celebrato con delle mostre in suo onore. Decidono così di cercare Kyoichi, l'unico che potrebbe essere ancora vivo. Ed in effetti così è.
Cieco e su una carrozzina, l'uomo accoglie con piacere il nipote di chi lo curò tanto amorevolmente quando era piccolo. Dopo il racconto della storia della zia, Takeshi apre davanti a Kyoichi una busta intatta che la stessa aveva conservato. Si tratta del messaggio con il quale Tokiko pregava Shōji Itakura di andarla a salutare prima di partire per la guerra. Taki, forse per invidia, non lo consegnò mai. E portò con sé il peso di questo gesto per il resto della sua vita. Kyoichi è addolorato dall'aver appreso che la mamma avesse un amante ma apprezza la volontà dei due giovani di ricostruire il passato della zia, fatto di affetti ed omissioni, conscio dei limiti che tutti gli esseri umani hanno, anche quelli mossi dalle migliori intenzioni.

## Distribuzione
Fu distribuito nelle sale giapponesi il 25 gennaio 2014. In Italia non fu distribuito al cinema, ma trasmesso dalla Rai.

## Accoglienza

### Critica
(Enrico Azzano, Quinlan.it)